# Однополые браки на Украине
Однополые браки в государстве Украина официально не признаются. При этом фактическое сожительство людей государство рассматривает как семью, что даёт им целый ряд прав. Однако это не касается однополых пар. В итоге они лишены прав, которыми обладают родственники и супруги: права на совместное имущество, права посещать партнёра в больнице, права на наследство, права не свидетельствовать против партнёра в суде и так далее. В связи с этим в 2015 году в рамках процесса евроинтеграции Украины правительство начало разработку законопроекта об альтернативном браку институте «гражданского партнёрства», при заключении которого как разнополые, так и однополые пары признавались бы родственниками и приобретали ряд прав.
Часть населения Украины не поддерживает идею узаконивания прав однополых семей, и агрессивно противодействует этому. Все крупные религиозные организации страны также выступают против этого. Однако среди общественных лидеров Украины нет общей позиции по данному вопросу.

## Законодательство Украины

### О браке
Действовавшая в первые годы независимости Украины Конституция УССР 1978 года по примеру Конституции СССР 1977 года гласила: «Брак основывается на добровольном согласии женщины и мужчины». После принятия в 1996 году новой конституции данная формулировка сохранилась в статье 51. Многие считают данную формулировку определением понятия «брак», однако некоторые специалисты отрицают это, при этом они подчёркивают, что законодатель всё равно рассматривает брак в контексте союза мужчины и женщины. Другие юристы считают, что такая формулировка не препятствует признанию однополых союзов.
В действовавшем до 2004 года Кодексе о браке и семье УССР 1969 года в первой статье говорилось, что его задачей среди прочего является «построение семейных отношений на добровольном брачном союзе женщины и мужчины». В конце XX века в мире развернулась дискуссия о правовом положении однополых семей, в результате который в начале XXI века некоторые страны узаконили брачное равноправие. В процессе подготовки проекта нового Семейного кодекса основной автор-разработчик Зорислава Ромовская неоднократно заявляла, что отрицает возможность признания однополых браков на Украине, а в новом законе впервые будет прописано определение брака как союза женщины и мужчины. В результате принятый в 2002 году и вступивший в силу в 2004 году Семейный кодекс Украины гласит:

Статья 21. Понятие брака
1. Браком является семейный союз женщины и мужчины, зарегистрированный в органе государственной регистрации актов гражданского состояния.— Сімейний кодекс України // Відомості Верховної Ради України. — 2002. — № 21—22. — С. 135. — ISSN 0320-7978.
Таким образом, действующее законодательство Украины не признаёт однополые браки.

### О семье
На Украине законодательно признаются права людей, состоящих в фактическом сожительстве. Так, в статье 74 семейного кодекса говорится: «Если женщина и мужчина проживают одной семьей, но не пребывают в браке между собой или в любом другом браке, имущество, нажитое ими за время общего проживания, принадлежит им на праве общей совместной собственности». Статья 91 гласит: «Если женщина и мужчина, которые не пребывают в браке между собой, длительное время проживали одной семьей, тот из них, кто стал нетрудоспособным во время общего проживания, имеет право на содержание». Кроме того, в законодательстве Украины (в конституции, семейном кодексе и других законах) часто фигурирует понятие «член семьи», которому законодатель не даёт строгого определения. По мнению некоторых экспертов, это было сделано намеренно, поскольку реальные жизненные ситуации разнообразны и отсутствие жёстко обозначенного понятия «член семьи» позволяет более гибко толковать закон. Эту неоднозначность в определении поддержал и Конституционный суд Украины в своём решении от 3 июня 1999 года в деле № 1-7/99. В результате лица, не связанные друг с другом брачными или родственными отношениями, могут быть признаны членами одной семьи в случае совместного проживания и ведения общего хозяйства. Такое признание наделяет этих людей рядом прав.
При этом в статье 3 Семейного кодекса Украины говорится, что «семья создается на основании брака, кровного родства, усыновления, а также на других основаниях, не запрещённых законом и не противоречащих моральным устоям общества». Комментируя это положение, З. Ромовская пишет: «Предложение Общества геев и лесбиянок об исключении из текста этой статьи оговорки о невозможности коллизии с моральными принципами общества было отклонено… [В] Украине однополые пары не будут считаться семьей… главным образом потому, что это противоречит господствующим моральным основам украинского общества». Подобным образом толкует эту статью Семейного кодекса и ряд других юристов. Их оппоненты отрицают такой вывод, указывая на то, что мораль субъективна, относительна и переменчива. Ряд экспертов отмечают, что, в отличие от Семейного кодекса, другие законы, рассматривающие права фактических семей, не содержат отсылки к морали, а значит, теоретически могут быть применены в случае однополых пар.

## Права супругов на Украине и возможные альтернативы
В результате официальной регистрации брака супруги на Украине автоматически приобретают ряд имущественных и неимущественных прав. Целый ряд таких прав фактически сожительствующие мужчина и женщина могут получить через судебное решение, будучи признаны судом семьёй в соответствии с украинским законодательством. Однако наличие в статье 3 Семейного кодекса отсылки к «моральным устоям», по мнению исследователей, делает маловероятным благоприятный исход такого судебного разбирательства в случае однополой пары. Правозащитники отмечают, что при любом исходе конкретных судебных разбирательств отсутствие закона относительно таких ситуаций делает реализацию семейных прав крайне сложным процессом. Только некоторые из прав, которыми обладают родственники и супруги, ограниченно могут быть отрегулированы и в однополой семье путём заключения различных договоров и соглашений. Больша́я сложность подобных манипуляций и невозможность оформить даже таким способом целый ряд правоотношений подвергаются критике ЛГБТ-активистов.
По украинским законам супруги, в частности, по умолчанию обладают общей совместной собственностью, на владение, пользование и распоряжение которой они имеют одинаковые права. Однополой паре для того, чтобы имущество было общим, необходимо при каждой значительной покупке составлять договор; как возможный выход более общего характера рассматривается заключение договора о «простом товариществе», согласно которому стороны обязуются без создания юридического лица действовать совместно для достижения цели, не противоречащей закону.
По украинским законам родственники наследуют имущество автоматически. Однополым парам для этого необходимо составить завещание. Неимущественные права — например, получение гражданства супругом-иностранцем или право не свидетельствовать в суде против родственника — договорному регулированию не подлежат. Однополые пары также не могут оформить семейный кредит, семейную ипотеку, не имеют права на пенсию по потере кормильца и так далее.
Супруги автоматически признаются на Украине родителями рождённого в браке ребёнка. В случае неродного ребёнка второй родитель имеет право его усыновить. В однополой семье небиологический родитель не может усыновить своего фактического ребёнка. В случае смерти биологического родителя в предварительно составленном им завещании он может высказать пожелание относительно назначения второго фактического родителя в качестве будущего опекуна. Однако такое завещание не является гарантией усыновления, поскольку решение зависит от конкретного судьи.

## Предлагаемые реформы

### Гражданские партнёрства
В 2000 году в ходе дискуссии относительно положения однополых семей Парламентская ассамблея Совета Европы (ПАСЕ) приняла «Рекомендацию 1474», в которой призывала государства Совета Европы узаконить семейные права однополых пар в виде партнёрств. Несколько позднее с аналогичными предложениями выступили некоторые учёные-юристы на Украине. В 2010 году Комитет министров составил схожие рекомендации. 20 апреля 2011 года Программа развития ООН обнародовала рекомендации, обращённые в том числе к Украине, в которых было предложено юридически защитить права однополых семей.
В 2015 году в рамках процесса евроинтеграции Украины по распоряжению президента Петра Порошенко правительство совместно с представителями гражданского общества разработало «Национальную стратегию в сфере прав человека на период до 2020 года». 23 ноября 2015 года премьер-министр Украины Арсений Яценюк распоряжением № 1393 утвердил план действия по её реализации. Подпункт 6 пункта 105 данного документа предусматривал в 2017 году разработку Кабинетом министров законопроекта о новом социальном институте «гражданского партнёрства», который бы урегулировал права как разнополых, так и однополых союзов. Планировалось, что заключение такого партнёрства позволит людям приобрести права на совместное имущество, на наследство, на алименты при потере трудоспособности и право не свидетельствовать против партнёра в суде.
3 ноября 2016 года экспертный совет комитета Верховной Рады по правам человека проголосовал за законопроект «О гражданском партнерстве в Украине». Однако в 2017 году секретариат правительства и министерства юстиции и социальной политики так и не решили, кто должен разработать новый закон. Весной 2018 года омбудсмен Верховной Рады попросила правительство определиться в этом вопросе. В это же время общественными организации было подготовлено как минимум два варианта законопроекта. В начале 2018 года министерство юстиции, сославшись на обращения различных религиозных организаций и органов местной власти, а также национальное законодательство и международные договоры Украины, постановило, что данный проект «не может быть реализован». В связи с этим ЛГБТ-активисты подали в суд на министерства за преступное бездействие. 12 июня 2018 года директор Директората по правам человека Минюста Владислав Власюк заявил, что правительство представит проект в конце 2019 года. Однако после этого объявления министерство юстиции выпустило противоречивое опровержение. Позже замминистра юстиции Наталья Бернацкая заявила о «продолжении дискуссии».
Многие активисты и эксперты скептически оценивают вероятность принятия данного закона. Они отмечали сложности, с которыми проходили в парламенте голосование о запрете дискриминации по признаку сексуальной ориентации в Трудовом кодексе, а также ратификация Стамбульской конвенции о противодействии насилию над женщинами. Однако эксперты отмечают, что дискуссия по данному вопросу сама по себе стала важным шагом на пути поиска компромисса.
14 мая 2025 года правительством была одобрена дорожная карта при вступлении в ЕС, в частности п. 3.11 предусмотрена разработка и принятие закона, определяющего правовой статус регистрируемых партнёрств со сроком исполнения в III квартале 2025 года.

### Конституционная реформа
Уже в 2010 году Харьковская правозащитная группа — старейшая правозащитная организация Украины — разработала проект новой конституции, в котором предусматривала придание законного статуса однополым бракам.
Весной 2015 года президент Пётр Порошенко создал при своей администрации Конституционную комиссию во главе с Владимиром Гройсманом, целью которой была подготовка новой Конституции Украины. В созданном к лету проекте в блоке, посвящённом правам человека, среди прочего предлагалось следующая формулировка статьи о браке: «Право на брак, создание семьи гарантируется законом. Каждый из супругов имеет равные права и обязанности в браке и семье». Изменения формулировки по сравнению со статьёй 51 текущей редакции конституции вызвали острую реакцию у религиозных организаций, усмотревших попытку легализации однополых браков. При этом Харьковская правозащитная группа и Украинская Хельсинкская группа предложили даже более радикальную формулировку («Право на брак, создание семьи принадлежит каждому»), прямо апеллируя к праву однополых пар на брак). Тема прав ЛГБТ-людей вызвала бурную дискуссию среди экспертов, в результате которой предложенная формулировка в проекте Конституции осталась.

## Иск в ЕСПЧ
В 2015 году две однополые пары (из Киева и Луганска) подали иск в Европейский суд по правам человека, требуя признать за ними семейные права. В своём заявлении они сослались на прецедент дела «Шальк и Копф против Австрии» (2010), в котором ЕСПЧ постановил, что однополые партнёры должны рассматриваться как семья. Истцы также указали, что на Украине существует признание фактического сожительства, дающее ряд семейных прав, однако это не распространяется на однополые пары, что они сочли проявлением дискриминации ввиду отсутствия рациональных причин такого ограничения. Правозащитники отмечают, что судебная практика ЕСПЧ в этом вопросе поддерживает равенство прав разных семей.
1 июня 2023 года ЕСПЧ принял решение по делу Андрея Маймулахина и Андрея Маркива. ЕСПЧ признал, что отсутствие в Украине законодательного регулирования отношений однополых пар является нарушением статьи 8 (право на личную семейную жизнь) и 14 (запрет дискриминации) Европейской конвенции по правам человека. Каждому из заявителей суд присудил 5000 евро компенсации.

## Правовые коллизии

### Признание заключённого за границей брака
Граждане Украины могут зарегистрировать однополый брак за границей в странах, законы которых допускают заключение однополого брака двумя иностранцами, например, в Дании, Португалии, Канаде или США. В 2015 году такой брак в Нью-Йорке заключили ЛГБТ-активисты Николай Маслов и Тарас Карасийчук. По оценкам активистов, на 2018 год на такой шаг пошло около пяти тысяч украинцев: как правило, это смешанные браки с иностранцами, украинские пары составляют 20-25 %.
При этом некоторые эксперты предполагают, что заключённые за границей однополые браки в силу особенностей законодательства теоретически могут официально быть признаны на Украине. Они ссылаются на 58 статью закона «О международном частном праве», которая говорит о признании иностранных браков в случае соблюдения требований Семейного кодекса касательно оснований недействительности брака, которые обозначены в 38-й статье (посредством 22, 24, 25 и 26-й статей). При этом одинаковый пол супругов как причина недействительности брака в указанных статьях не значится. С другой стороны, возможным препятствием в признание таких браков может служить формулировка 24-й статьи Семейного кодекса, в которой говорится, что «брак основывается на добровольном согласии женщины и мужчины». Однако юристы указывают, что смысл данной статьи сводится не к обозначению пола супругов, а к недопустимости принуждения к браку. С другой стороны оговорка об «основах правопорядка», а также статьи 16 и 55 закона «О международном частном праве» могут служить основанием для непризнания. В 2006 году МИД Украины заявил, что в целом не имеет возражений против признания зарубежных однополых браков.
На практике попыток добиться признания на Украине заключённого за границей однополого брака не было, хотя ЛГБТ-активисты заявляют, что им известен случай изменения фамилии супругов на основании шведского свидетельства о браке.

### Брак трансгендерных людей
В июле 2015 года в Деснянском ЗАГСе Киева заключили брак трансгендерная девушка Инна Ирискина и её возлюбленная Яна. Брак стал возможным благодаря тому, что украинские власти, несмотря на то, что Инна прошла гормональную коррекцию пола, по документам продолжают считать её мужчиной, в результате чего брак заключённый девушками де юре разнополый. При этом, если трансгендерный человек решит всё-таки поменять паспорт, то по законам Украины его брак должен быть предварительно расторгнут.

### Вопрос усыновления
Согласно 211 статье Семейного кодекса Украины, однополая пара не может усыновлять ребёнка. Однако, 15 февраля 2011 Верховная Рада ратифицировала Европейскую конвенцию об усыновлении детей, которая предусматривает такую возможность. При этом некоторые эксперты указывали, что, согласно приоритету международного права над национальным, усыновление однополыми парами на Украине теоретически возможно. В итоге Минюст выпустил разъяснение, в котором говорится о рекомендательном характере данного пункта конвенции и неприменимости его на Украине.
Этот вопрос приобрёл широкое освещение в мировых СМИ в 2009 году, когда Украину посетил известный британский певец и меценат Элтон Джон с супругом Дэвидом Фернишем. Пара решила усыновить из донецкого детского дома ВИЧ-инфицированного сироту. Однако министр по делам семьи Юрий Павленко отказал им, указав в том числе на непризнание однополых браков украинскими властями.

## Общественное мнение и дискурс
Согласно опросу Киевского института Горшенина, в 2007 году однополые браки поддерживали 4,7 % украинцев. По данным GfK 2013 года, эта цифра составила 4,6 %. Согласно опросу «Pew Research Center», в 2015 году таких людей было 9 %. По данным опроса бюро «Sociologist», в 2016 году 11 % граждан Украины поддерживало однополые браки. Согласно проведённому в 2016 году опросу Киевского международного института социологии, за узаконивание гражданских партнёрств однополых пар высказывалось 4,6 % населения, против — 69 %, безразлично отнеслись 18,5 %, а 7,7 % не имели мнения по этому поводу.
Из опроса, проведённого компанией Info Sapiens и ОО «Центр „Социальный мониторинг“» в рамках глобального проекта «Мировое исследование ценностей» (WVS) в 2020 году, известно, что негативно относятся к гомосексуальным людям теперь всего 44,8 %.
Что касается поддержки общественных институтов, то все крупные религиозные организации на Украине выступают против признания однополых браков и партнёрств. Так, Украинская православная церковь (МП) как часть РПЦ в «Основах социальной концепции» заявила, что «богоустановленный брачный союз мужчины и женщины не может быть сопоставлен с извращенными проявлениями сексуальности». Всеукраинский совет церквей и религиозных организаций (ВСЦиРО), в который входят многие православные (УПЦ МП, УПЦ КП, УАПЦ), католические (УГКЦ, РКЦ), протестантские (ВСЦ ЕХБ, УЦ ХВЕ, НЕЛЦУ и т. д.), мусульманские и иудейские организации страны, в 2007 году единогласно принял декларацию «О негативном отношении к явлению гомосексуализма и попыткам легализации так называемых однополых браков (регистрации однополых партнерств)». В дальнейшем ВСЦиРО неоднократно подтверждал свою позицию. В 2018 году патриарх УПЦ КП Филарет дал интервью, в котором некоторые увидели принятие факта светских однополых браков, хотя позднее патриарх продолжил заявлять об отсутствии у церквей поддержки таких союзов, а поднятие этой темы назвал спекуляцией против евроинтеграции.
Вопрос признания прав однополых семей на Украине значительно политизирован. Это во многом связано с активизацией движения за евроинтеграцию в 2013 году, когда противники сближения с Европой демонизировали её, создавая образ «Гейропы», в которой легализованы однополые браки, а традиционные ценности преследуются. В ходе дискуссий о введении безвизового режима с Евросоюзом глава правительства Николай Азаров и митрополит РПЦ Иларион утверждали, что условием открытия границ со стороны Запада является узаконивание однополых браков на Украине. В ответ представители ЕС опровергли эту информацию. Противники евроинтеграции даже проводили постановочные ЛГБТ-акции под флагами Евромайдана в поддержку принятия однополых браков, намереваясь дискредитировать вступление в Евросоюз.
Отношение многих украинских политиков к правам ЛГБТ-людей амбивалентно, что обусловлено проевропейской ориентированностью большинства из них с одной стороны, а с другой — негативным восприятием этой темы большой частью населения. Основные политические партии страны предпочитают в своих программах игнорировать тему прав однополых семей. Исключение составили малопопулярные радикальные «Правый сектор» и «Национальный корпус», которые в 2016 году выступили за «священный брак» и против «половых извращений», и «Демократический альянс» с «Совместным действием» Татьяны Монтян, обозначившие поддержку гражданских партнёрств. В 2015 году сепаратисты ЛНР запретили однополые браки, о таких же намерениях заявляли в ДНР.
При этом сами украинские политики на данную тему периодически высказываются. Так, президент Пётр Порошенко в 2016 году на встречи с религиозными лидерами страны заявил, что однополые браки на Украине легализованы не будут. В 2015 году при принятии евроинтеграционной поправки о запрете дискриминации ЛГБТ-людей в Трудовом кодексе спикер Владимир Гройсман, убеждая депутатов поддержать голосование, сделал аналогичное утверждение. Некоторые наблюдатели отметили конъюнктурность подобных заявлений. Президент Виктор Ющенко на вопрос об отношении к однополым бракам ответил: «Можно я отвечу одним словом? Сложно. Хотя я не хотел бы этим давать какую-то иную оценку, чем ту, которую по этому поводу выражает общество и закон». Мэр Киева Виталий Кличко на аналогичный вопрос заявил: «Это личное дело каждого. Нужно относиться с пониманием. Я не приверженец однополых браков — этот вопрос меня не касается. Это личное дело тех людей, которые принимают решение вступить в такие однополые браки и в этом плане мы не должны ущемлять их желания». Олег Ляшко отвечал на вопрос о гей-браках: «Я считаю, что в Украине есть сегодня гораздо более важные проблемы». Некоторые политики отказываются комментировать эту тему. Позиция Юлии Тимошенко относительно прав однополых семей не озвучивалась. Против однополых браков высказывались Виктор Янукович, Леонид Кравчук, Вадим Колесниченко, Александр Турчинов, Арсений Яценюк, Илья Кива, Андрей Садовый, Юрий Бойко, Анатолий Гриценко, Владимир Литвин и т. д.. За права однополых семей выступали Сергей Пашинский, Пётр Мартыненко, правозащитники Валерия Лутковская, директор «Amnesty International» Татьяна Мазур, Freedom House. В «Блоке Петра Порошенко» часть депутатов высказывалась о несвоевременности закона о гражданских партнёрствах (Валерий Пацкан), а часть (Сергей Лещенко, Светлана Залищук) поддержала его.
В поддержку однополых браков высказывались, например, певица Джамала и рок-музыкант Валерий Харчишин, а против — продюсер Нателла Крапивина, музыкант Олег Скрипка к этому вопросу безразличен.
Вопрос правового регулирования в однополых семьях на Украине стал дискутироваться в ЛГБТ-сообществе Украины уже в 2000-х годах. Начиная с 2006 года ЛГБТ-активисты при публичных обращениях к властям начали артикулировать необходимость введения института гражданских партнёрств как компромисса в вопросе прав однополых семей. В 2010 году огласку получило их обращение к президенту Украины. Некоторые ЛГБТ-люди считают преждевременным поднятие вопроса легализации однополых браков, пока гомофобия и дискриминация распространены на Украине. Тем не менее, по некоторым данным, 77 % ЛГБТ-пар хотели бы оформить свои отношения.